# Aderezo ranchero

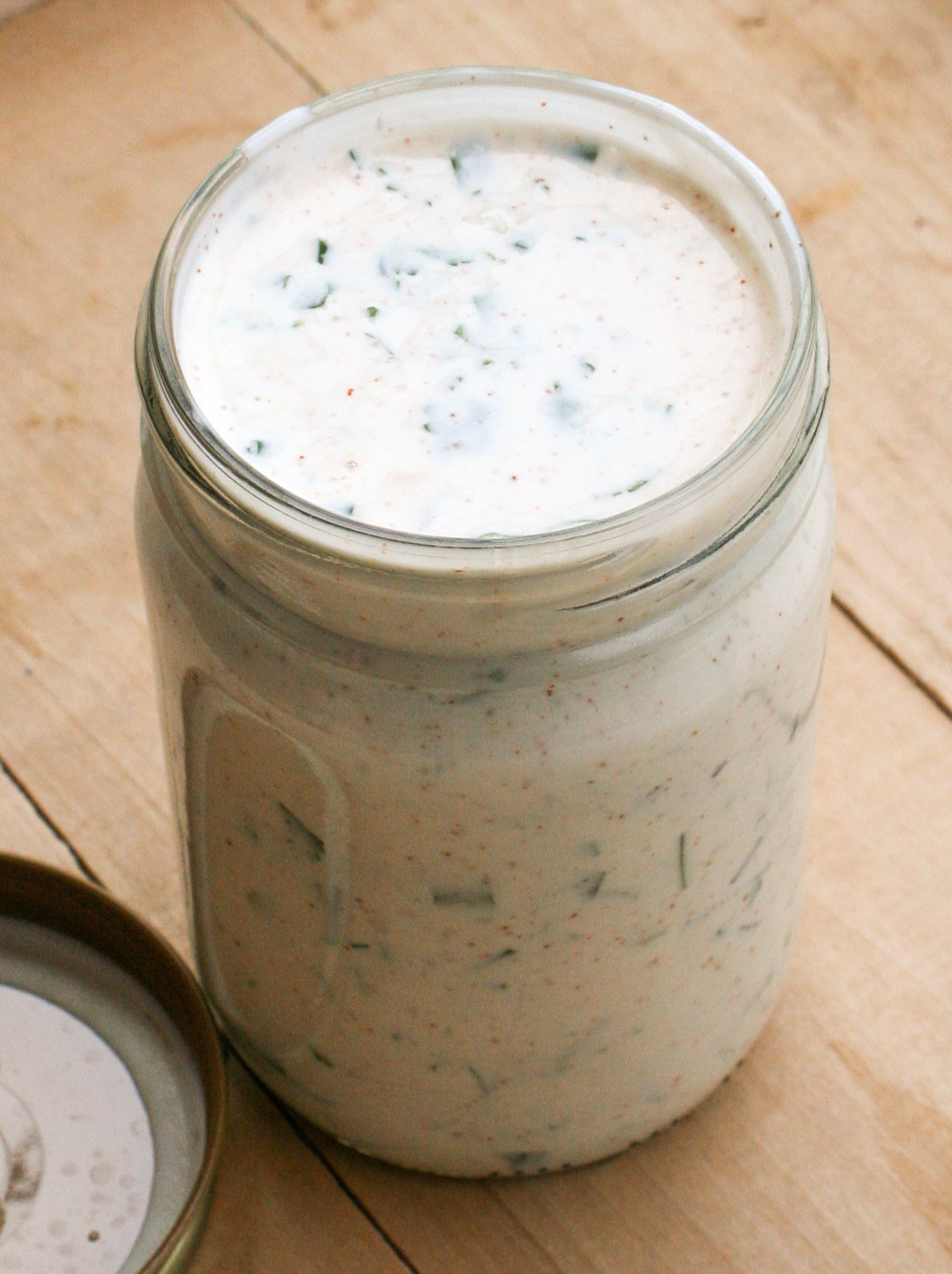
Aliño ranchero.

Aliño ranchero o Aderezo ranch (denominado en inglés como ranch dressing) es un condimento elaborado con suero de mantequilla o crema agria, mayonesa, cebollas verdes,  ajo en polvo, y otros aliños mezclados en una salsa. El aliño ranchero es el aliño para ensaladas más vendido en los Estados Unidos desde 1992, cuando aventajó en ventas al aliño italiano. Es igualmente popular como una salsa para mojar. Según una encuesta en 2017, es la salsa favorita del 40 % de los estadounidenses.

## Historia
En 1954, Steve y Gayle Henson abrieron el Hidden Valley Ranch, un rancho turístico (Guest ranch en inglés) cercano a Santa Bárbara, California. Allí se servía a sus huéspedes un aliño que Steve había aprendido en Alaska. El aliño fue pronto muy popular y comenzó a venderse en botellas; luego se abrió una fábrica que elaboraba el condimento ranchero para mezclar con mayonesa y suero de mantequilla. En 1972, la marca fue adquirida por Clorox por 8 millones de dólares. La empresa Clorox reformuló la composición del aliño varias veces para hacerla más fácil de preparar. El primer cambio fue la inclusión de saborizante de suero de mantequilla para así mezclar el condimento con leche en lugar de suero de mantequilla. En 1983, Clorox desarrolló una versión que no necesitaba refrigeración.